# The Black Angels
The Black Angels es una banda de garage rock y neopsicodelia procedente de Austin, Texas. Uno de sus temas más famosos, "Black Grease", perteneciente a su álbum, debut forma parte de la banda sonora del aclamado videojuego de Rockstar Games Grand Theft Auto V. Otro de sus temas más representativos, "Young Men Dead", suena en el epílogo del videojuego The Last of Us Part 2, desarrollado por Naughty Dog, y en Alan Wake de Remedy Games.

## Historia
Fue formada en 2004, y el nombre fue inspirado por la canción The Black Angel's Death Song, interpretada por The Velvet Underground.
La banda ganó popularidad en la escena underground al ser incluida en una recopilación de bandas psicodélicas, Psychedelica Vol.1.
Tocaron en el Lollapalooza de agosto de 2007 y en el All Tomorrow's Parties de 2008. Su tema Black Grease aparece en la radio Vinewood Boulevard Radio de GTA 5. 

## Miembros activos
- Stephanie Bailey - Batería, percusión, bajo.
- Christian Bland - Guitarra, bajo, batería.
- Kyle Hunt - Teclados, percusión, bajo, guitarra.
- Alex Maas - Voz, bajo, guitarra, teclados.
- Nate Ryan - Bajo, guitarra.

## Antiguos miembros
- Jennifer Raines - Drone Machine, teclados, percusión.

## Discografía
- Passover (Light in the Attic Records, 2006)
- Directions to See a Ghost (Light in the Attic Records, 2008)
- Phosphene Dream (Blue Horizon Ventures, 2010)
- Indigo Meadow (2013)
- Clear Lake Forest - (EP) (2014)
- Death Song (2017)
- Wilderness of Mirrors (2022)

- Datos: Q1232771
- Multimedia: The Black Angels (band) / Q1232771